# Варклед
Варклед (тат. Бәркләт) — река в Агрызском районе Татарстана, правый приток реки Иж.
Длина реки — 14 км, площадь водосбора 64,1 км². Исток на Можгинской возвышенности в 2 км к северу от деревни Новые Бизяки. Течёт на восток через населённые пункты Варклед-Аул, Янга-Аул, Варклед-Бодья и Нижнее Кучуково, от последнего поворачивает на северо-восток и впадает в Иж в 66 км от устья по правому берегу.
Имеется крупный пруд в селе Янга-Аул. В Ниж. Кучуково реку пересекает автодорога Агрыз — Крынды — Менделеевск.
В бассейне реки также находится посёлок Староникольский.

## Гидрология
Река со смешанным питанием, преимущественно снеговым. Замерзает в конце октября — начале ноября, половодье обычно в первой декаде апреля. Средний расход воды в межень у устья — 0,06 м³/с.
Густота речной сети территории водосбора 0,63 км/км², лесистость 6 %. Годовой сток в бассейне 109 мм, из них 82 мм приходится на весеннее половодье. Общая минерализация от 200 мг/л в половодье до 500 мг/л в межень.

## Данные водного реестра
По данным государственного водного реестра России относится к Камскому бассейновому округу, водохозяйственный участок реки — Иж от истока и до устья, речной подбассейн реки — бассейны притоков Камы до впадения Белой. Речной бассейн реки — Кама.
Код объекта в государственном водном реестре — 10010101212111100027323.